# Tephronia sepium
Tephronia sepium là một loài bướm đêm trong họ Geometridae.